# Forças Armadas da Letônia
As Forças Armadas Nacionais (em letão: Nacionālie bruņotie spēki (FAN)) são as Forças armadas da República da Letónia. O conceito da Defesa da Letónia baseia-se na Suécia - modelo finlandês de uma resposta vigorosa composto por uma base de mobilização e um pequeno grupo de profissionais de carreira. As forças armadas nacionais consistem nas forças terrestres, forças navais, força Aérea, guarda nacional e outros. A Letónia tem tentado mudar para um exército profissional, sendo o último projeto em 2005. A partir de 1º de janeiro de 2007, o exército letão deve estar totalmente em contrato de base.

## Galeria

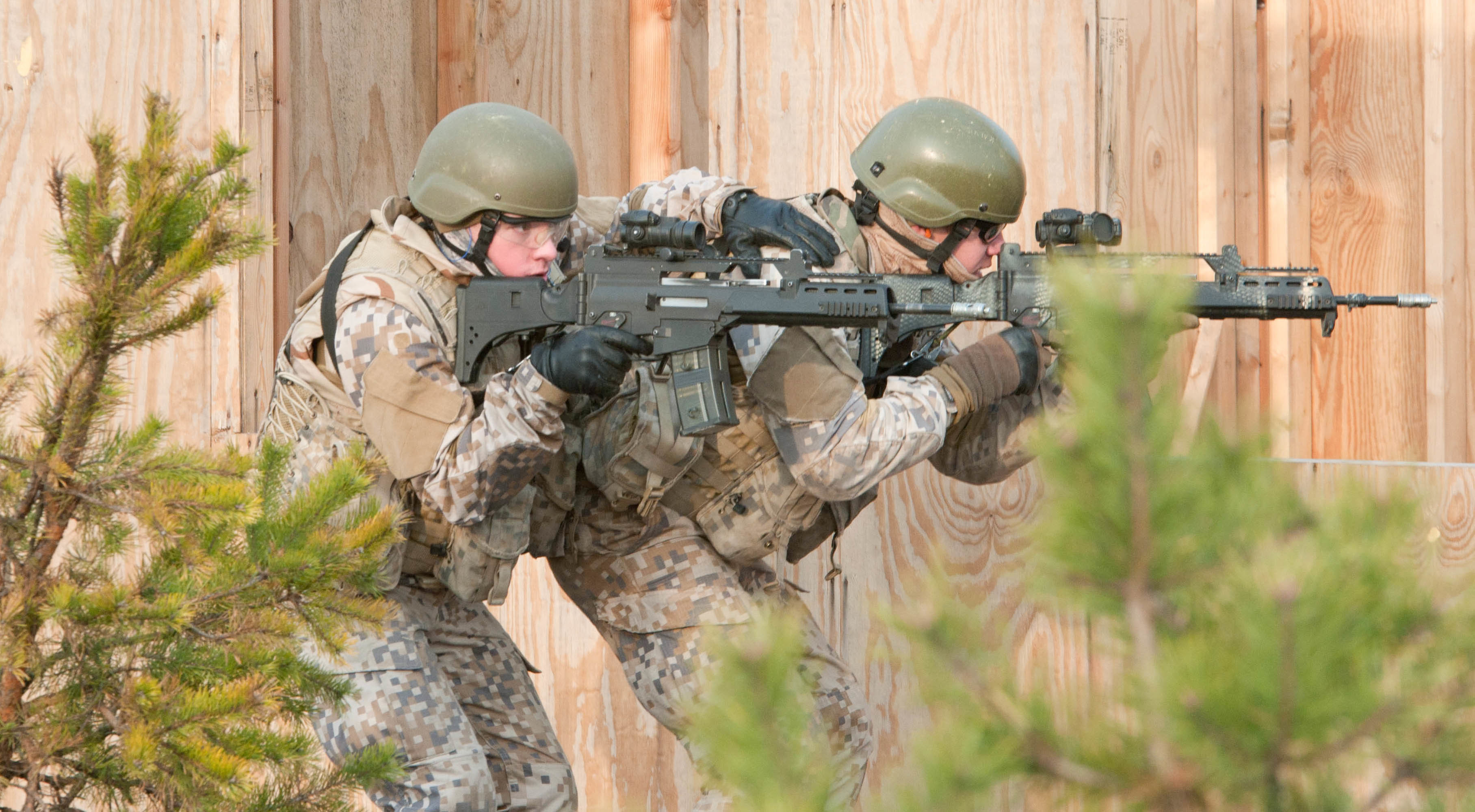
Militares letões.
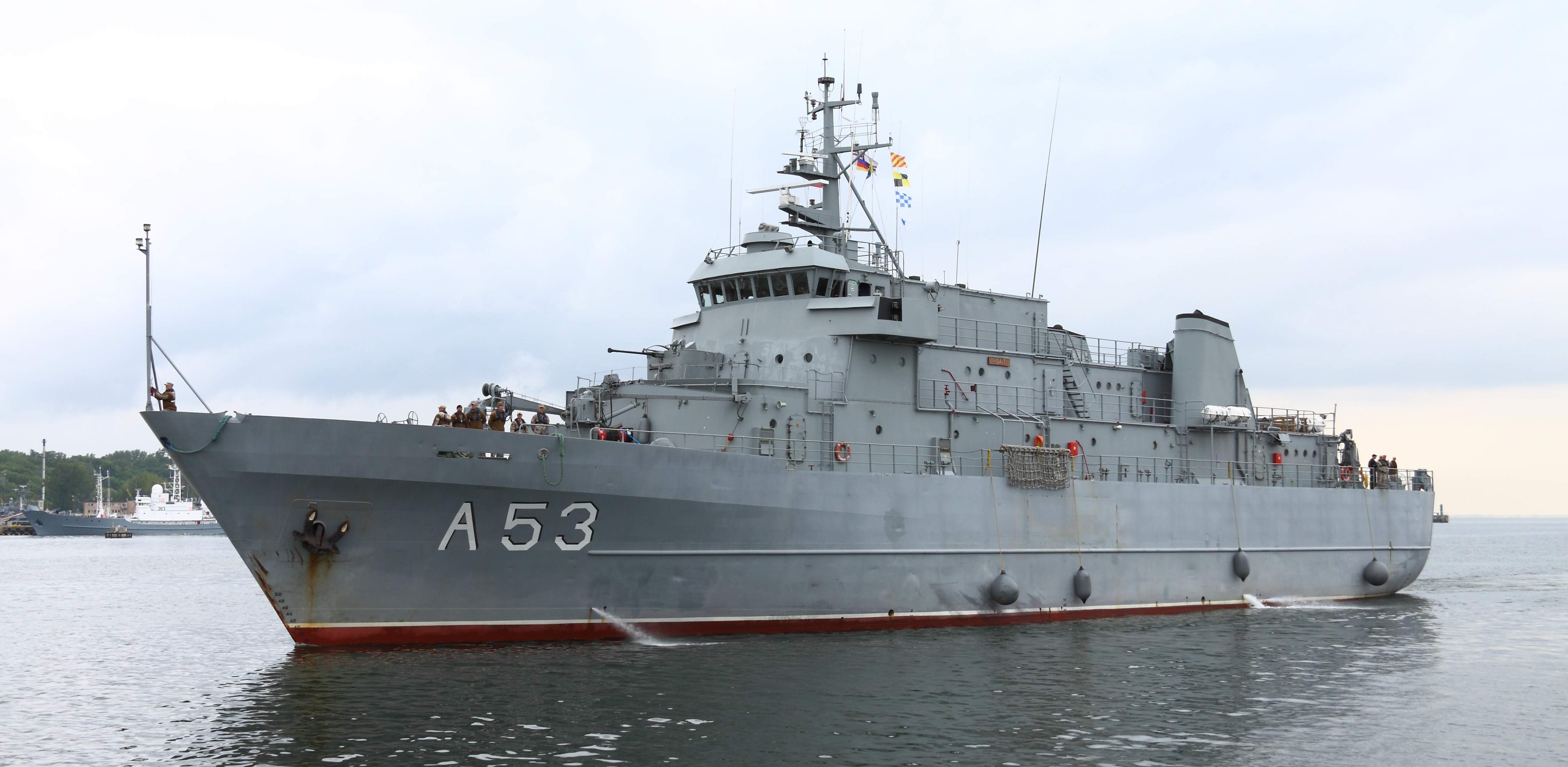
A embarcação A-53 Virsaitis.
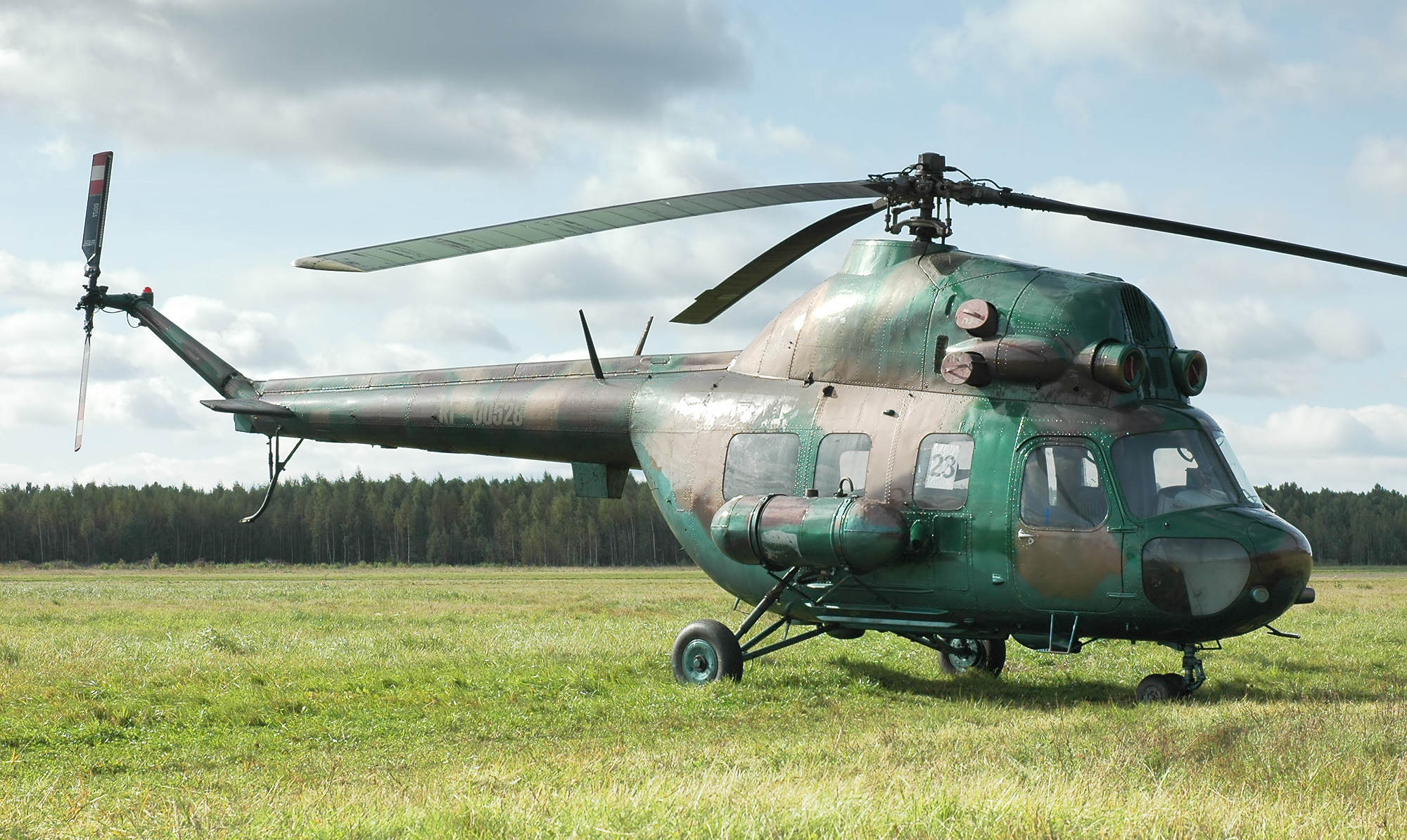
Um helicóptero Mil Mi-2, modelo usado pela força aérea da Letônia.
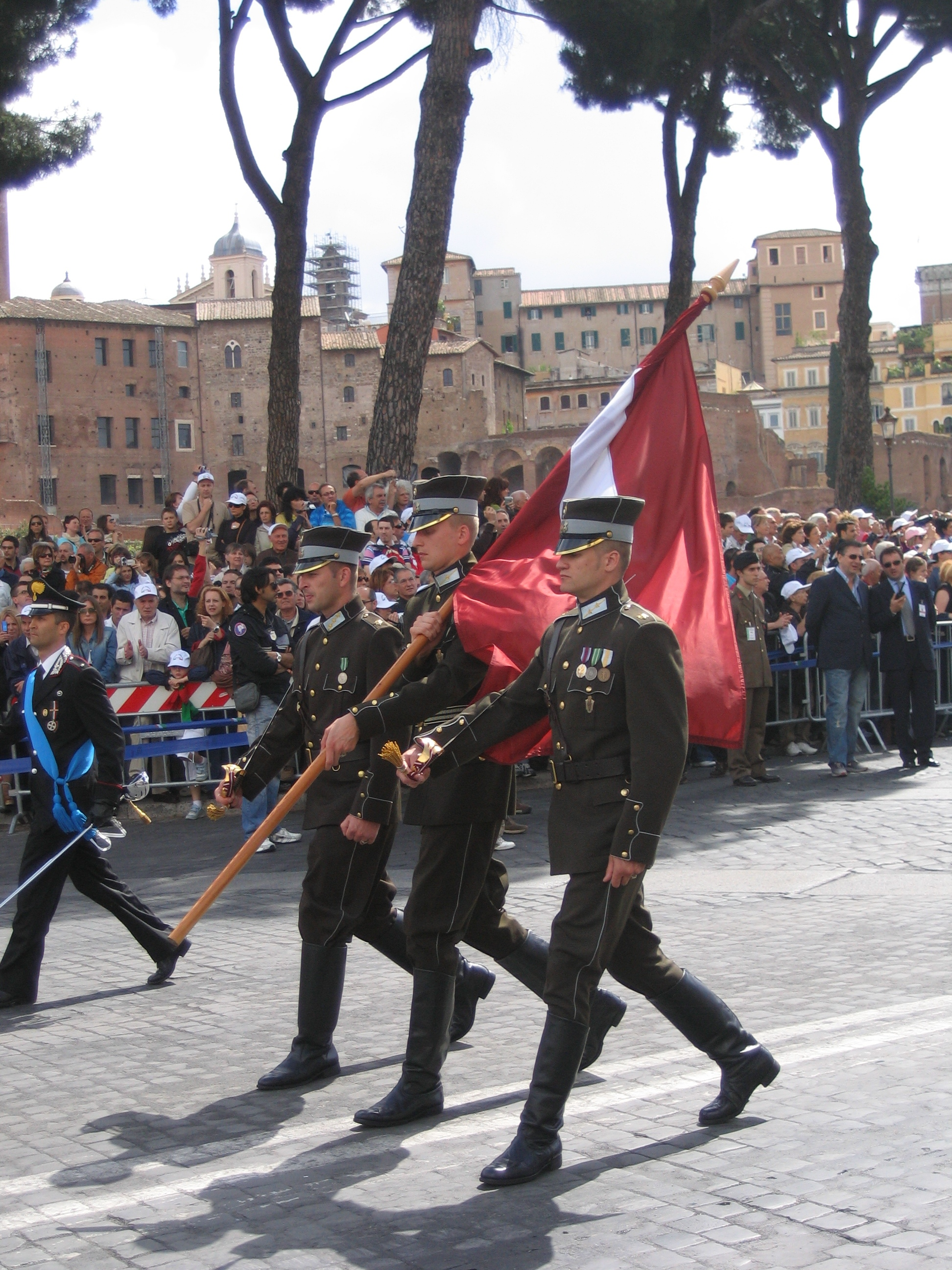
Soldados letões.